# Leibniz-Stiftungsprofessur
Die Leibniz-Stiftungsprofessur ist eine Professur mit dem Ziel, die besondere Verbundenheit der niedersächsischen Landeshauptstadt Hannover sowie der Gottfried Wilhelm Leibniz Universität Hannover mit dem Leben und Werk des Universalgelehrten Gottfried Wilhelm Leibniz „[...] durch wissenschaftliche Arbeiten und öffentlichkeitswirksame Veranstaltungen zum Ausdruck zu bringen und international sichtbar werden zu lassen.“ Die in der Bundesrepublik bisher einmalige Stiftung der jeweils auf fünf Jahre befristeten Professur wurde erstmals ab 2010 finanziert durch die Stadt Hannover, die Leibniz-Universität und aus dem Privatvermögen des Unternehmers Carsten Maschmeyer. Erster Inhaber der Stiftungsprofessur wurde zum 1. Juli 2010 Wenchao Li.